# Charles Dutoit

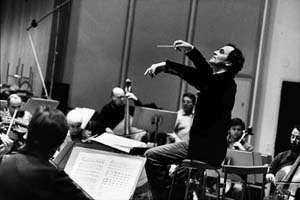

Charles Édouard Dutoit (Lauseanne, 7 de outubro de 1936) é um maestro suíço, particularmente notado pelas suas interpretações de músicas francesas e russas do século XX.

## Biografia
Dutoit nasceu em Lausanne, na Suíça, estudando na cidade e graduando-se no Conservatório de Gênova, onde ele recebeu o primeiro prêmio em condução e foi convidado por Alceo Galliera, para trabalhar na Academia de Música em Siena. Ele também trabalhou com Herbert von Karajan em Lucerna e estudou com Charles Munch em Tanglewood. 
Dutoit começou sua carreira profissional em 1957 tocando viola em várias orquestras da Europa e da América do Sul. EM Janeiro de 1959 ele fez sua estreia como maestro profissional com a Orquestra da Rádio de Lausanne. Em 1959 ele também foi feito o maestro convidado da Orquestra da Suíça Romanda e da Orquestra de Câmara de Lausanne. Após isso, foi o maetro da Orquestra da Rádio de Zurique até 1967 e da Orquestra Sinfônica de Berna, onde ficou por onze anos. Nesse período também conduziu a Orquestra Sinfônica Nacional do México (1973 - 1975) e da Orquestra Sinfônica de Gothenburg (1975 - 1978). No início da década de 1980 ele foi o maestro convidado da Orquestra de Minnesota. De1977 a 2002 foi diretor artístico da Orquestra Sinfônica de Montreal.
Em 1980 estreou com a Orquestra de Filadélfia, tornando-se diretor musical dos concertos de verão da orquestra entre 1990 e 1999. Desde 1990 Dutoit dirige o Festival de Música do Pacífico no Japão. De 1991 até 2001 foi o diretor musical da Orquestra Nacional da França. Em 1996 foi apontado como maestro principal da Orquestra Sinfônica NHK de Tóquio. Em Fevereiro de 2007 ele foi nomeado o maestro chefe e conselheiro artístico da Orquestra de Filadélfia. Em abril de 2007 Dutoit foi nomeado maestro principal e diretor artístico da Orquestra Filarmônica Real. Em outubro de 2008 Dutoit foi apontado como diretor musical da Orquestra do Festival de Verbier.

## Vida Pessoal
Dutoit foi casado três vezes, incluindo o casamento com a mundialmente renomada pianista Martha Argerich e com a economista Maria-Josée Drouin. Ele tem um filho, Ivan, e uma filha, Anne-Catherine.